# Crató de Kaapvaal
El crató de Kaapvaal (centrat a la província de Limpopo a Sud-àfrica), juntament amb el crató de Pilbara d'Austràlia Occidental, són les úniques zones restants de l'escorça prístina de 3,6-2,5 Ga (fa mil milions d'anys) a la Terra. Les similituds dels registres de roques d'aquests dos cratons, especialment de les seqüències superiors de l'Arqueà tardà, suggereixen que alguna vegada van formar part del supercontinent Vaalbara.

## Descripció
El Crató de Kaapvaal ocupa aproximadament 1.200.000 km² i està unit al Crató de Zimbàbue pel nord del Cinturó de Limpopo. Al sud i a l'oest, el crató de Kaapvaal està flanquejat per orògens del Proterozoic, i a l'est per la monoclina de Lebombo que conté roques ígnies juràssiques associades a la ruptura de Gondwana.
El crató de Kaapvaal es formà i establí entre 3.7 i 2.6 Ga per la col·locació de grans batòlits granitoides que van espessir i estabilitzar l'escorça continental durant les primeres etapes d'un cicle de sedimentació i magmatisme relacionat amb l'arc. El crató és una barreja de terranes de pedra verda de granit de l'Arqueà primerenc (3,0–3,5 Ga) i gneis tonalístics més antics (aproximadament 3,6–3,7 Ga), introduïts per una varietat de plutons granítics (3,3–3,0 Ga). Es creu que l'evolució posterior del crató de Kaapvaal (3,0-2,7 Ga) està associada a la col·lisió continent-arc que va provocar una successió superposada de conques plenes de seqüències gruixudes tant de roques volcàniques com sedimentàries. A continuació, va seguir una extensió episòdica i un trencament quan es van desenvolupar les seqüències Gaborone-Kanye i Ventersdorp. L'escorça de l'Arqueà primerenc està ben exposada només al costat est del crató i comprèn un collage de subdominis i blocs d'escorça caracteritzats per roques ígnies i deformacions distintives.
El metamorfisme de l'Arqueà tardà va unir la zona marginal sud del crató de Kaapvaal amb la zona marginal nord del crató de Zimbàbue d'aproximadament 2,8-2,5 Ga pel Cinturó Orogènic de Limpopo de 250 quilòmetres d'ample. El cinturó és una zona de tendència est-nord-est de tectonites de fàcies granulites que separa els terrenys de pedra verda de granitoide dels cratons de Kaapvaal i Zimbàbue.

La figura de color rosa mostra la seva situació del Crató de Kaapvaal en l'actualitat.

## Zona central del Limpopo
L'evolució d'escorça de la Zona central del Limpopo es pot resumir en tres períodes principals: 3.2–2.9 Ga, 2.6 Ga, i 2.0 Ga. Els dos primers períodes es caracteritzen per l'activitat magmàtica que condueix a la formació de tonalita-trondjemita-granodiorita Arqueanes (TTG) així com els gneis del riu Sand i la intrusió del granit de Bulai. Les condicions metamòrfiques d'alt grau del Proterozoic primerenc van produir una fusió parcial que va formar grans quantitats de fosa granítica.
No hi ha cap indici que la successió del Neoarqueà al Paleoproterozoic primerenc al crató provingui de l'esdeveniment orogènic de 2,65-2,70 Ga conservat al Complex Metamòrfic de Limpopo. Tanmateix, les successions de llit vermell paleoproterozoic tardà més joves contenen zircons d'aquest interval de temps, així com molts zircons detrítics de ~ 2,0 Ga. Això implica que el complex de Limpopo juntament amb el crató de Zimbàbue només es va unir al crató de Kaapvaal a aproximadament 2,0 Ga durant la formació del Cinturó Mòbil de Magondi que al seu torn va originar els voluminosos jaços vermells del Paleoproterozoic tardà del sud d'Àfrica. Es poden trobar proves de l'estratificació horitzontal i de l'erosió fluvial a tot el Massís de Waterberg dins de la Zona Central de Limpopo.

## Cinturó de roca verda de Barberton
El cinturó de pedra verda de Barberton, també conegut com les muntanyes Makhonjwa, es troba a la vora oriental del crató de Kaapvaal. És ben conegut per la seva mineralització d'or i per les seves Komatiites, un tipus inusual de roca volcànica ultramàfica que porta el nom del riu Komati que travessa el cinturó. Algunes de les roques exposades més antigues de la Terra (més de 3,6 Ga) es troben al cinturó de pedra verda de Barberton de les zones d'Eswatini–Barberton i aquestes contenen algunes de les restes de vida més antigues de la terra. Només les roques que es troben al Cinturó de pedra verda d'Isua de Groenlàndia occidental són més antigues.